# Ulchi
Los ulchi son un pueblo originario del oriente de Siberia, que habita en el curso inferior del río Amur, en el distrito Ulchi, del krai de Jabárovsk, en Rusia. Su idioma pertenece al grupo meridional de las lenguas tunguses.

## Origen
Los datos arqueológicos indican que en la cultura de ulchi moderna presenta antecedentes y paralelismos con la cultura de las antiguas tribus que vivían en el área desde el Mesolítico. Después del tercer milenio A.C., la región fue crecientemente influenciada por otras culturas, de pueblos inmigrantes. El proceso de contactos étnicos a largo plazo y los matrimonios mixtos dejaron huella en la composición de la familia ulchi, su lengua, economía, cultura material y espiritual.

## Vivienda
Sedentarios, viven en pequeños poblados, con viviendas diferentes de invierno y verano. La casa de invierno hagdu se calienta en el frío extremo con de grandes recipientes de metal, sobre tres patas, llenos de carbones encendidos y tiene un subsuelo bajo plataforma, en la que se alimentan los perros de trineo. Para los días de pesca construyen pequeñas chozas cilíndricas.

## Economía
Su subsistencia depende principalmente de la pesca y secundariamente de la recolección de alimentos vegetales silvestres y de la caza, tanto de animales terrestres como ciervos y alces, como de mamíferos marítimos como las focas. El comercio de pieles fue anteriormente una forma de inserción de la vida ulchi en la economía internacional, pero actualmente la agricultura comercial y especialmente la pesca comercial tienen ese papel. 